# چرنگتسه بورووه
چرنگتسه بورووه (به لهستانی:  Czernice Borowe) یک روستا در لهستان است که در گمینا چرنگتسه بورووه واقع شده‌است. چرنگتسه بورووه ۴۸۰ نفر جمعیت دارد.